# سيدميران
سيدميران (بالفارسية: سیدمیران) هي قرية تقع في غلستان في إيران. يقدر عدد سكانها بـ 2,420 نسمة .